# Samoset

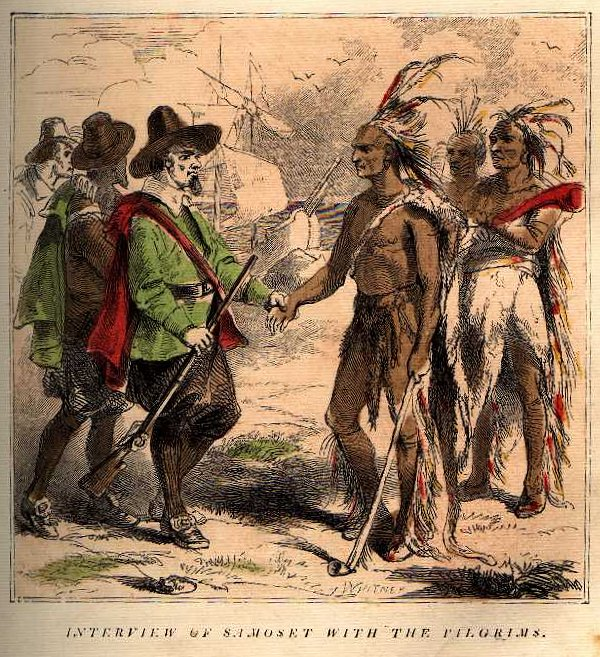
Samoset jedná s kolonisty

Samoset (okolo 1590 - okolo 1653) byl abenacký sagamore (nižší náčelník), který sehrál klíčovou roli v severoamerických dějinách, když jako první indián navštívil 16. března 1621 vznikající Plymouthskou kolonii a začal s kolonisty spolupracovat a obchodovat, čímž ji patrně zachránil před zánikem. Coby vyslanec velkého náčelníka Massasoita měl velký podíl na pozdější alianci, kterou mezi sebou uzavřeli kolonisté a wampanoagská konfederace proti Narragansettiům. Nebyla to jeho první zkušenost s Evropany - již před tím se čile stýkal a obchodoval s evropskými rybáři, zřizujími rybářské tábory v oblasti Maine, od nichž se naučil anglicky.